# Petra Simon
Petra Anna Simon (født 15. marts 1999) er en kvindelig ungarsk håndboldspiller, som spiller for Ferencvárosi TC i den ungarske Nemzeti Bajnokság I og Ungarns kvindehåndboldlandshold.
Hun har repræsenteret Ungarn ved VM i Danmark/Norge/Sverige 2023 og ved Sommer-OL 2024 i Paris. Tóvizi var også en del af det succesfulde ungdomslandshold, der bl.a. vandt U/17-EM i håndbold i 2021 i Montenegro og U/19-EM i håndbold i 2023 i Rumænien samt bronze ved Ungdoms-VM i håndbold 2022i Nordmakedonien.